# Bušin
Bušin est un village de la municipalité de Pregrada (comitat de Krapina-Zagorje) en Croatie. Au recensement de 2011, le village comptait 139 habitants.